# Хребет інтернету

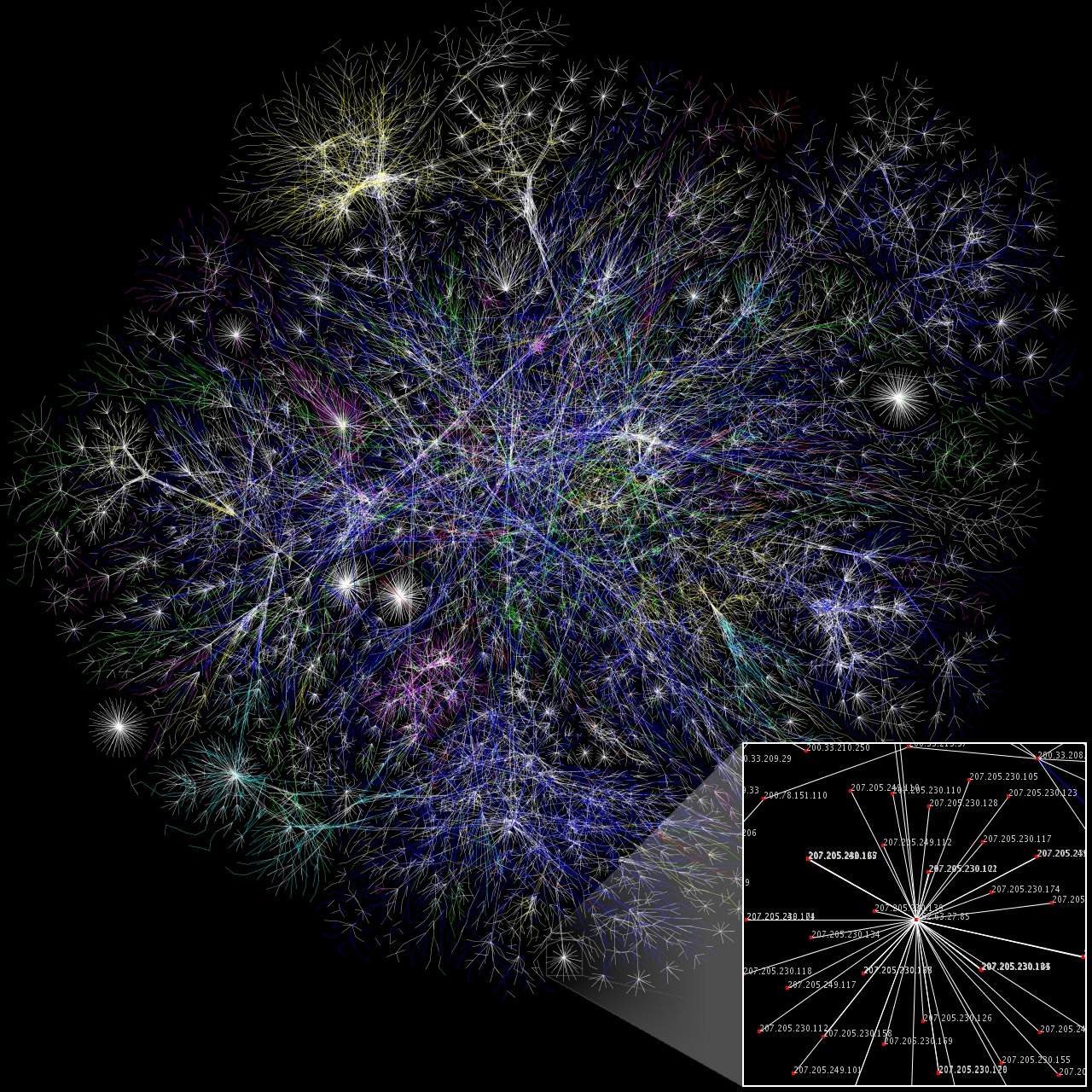
Кожна риска проведена між двома вершинами, що представляють дві IP-адреси.

Хребет Інтернету можна визначити як головні шляхи даних між великими, стратегічно зв'язаними комп'ютерними мережами і ключовими маршрутизаторами Інтернету. Ці маршрути даних містяться на комерційних, урядових, академічних та інших високомістких мережевих центрах, а також точках обміну Інтернет-трафіком, які обмінюються Інтернет трафіком між країнами, континентами і через океани. Постачальники послуг Інтернету, часто Tier-1-мережі, переправляють дані хребтом Інтернету згідно з приватно укладеними угодами про взаємозв'язок, здебільшого керованими принципами взаємобезоплатного пірингу.
Інтернет, і як наслідок його хребтові мережі, не покладаються на центральні контрольні чи узгоджувальні сутності, і не втілюють світові мережеві політики. Відновність Інтернету досягається його головними архітектурними властивостями, особливо помітна тут ідея розміщення якомога меншої кількості функції мережевого стану і контролю в мережевих елементах, натомість доручення кінцевим точкам зв'язку більшості опрацювання для гарантування цілісності, надійності і автентифікації. На додаток, високий ступінь надлишковості сьогоднішніх мережевих сполучень і мудровані протоколи маршрутизації в дійсному часі надають альтернативні шляхи зв'язку для зрівноваження навантаги і уникання заторів.
Найбільші постачальники, відомі як Tier-1-мережі, мають такі всеохопні мережі, що вони не купують транзит у інших постачальників.

## Інфраструктура

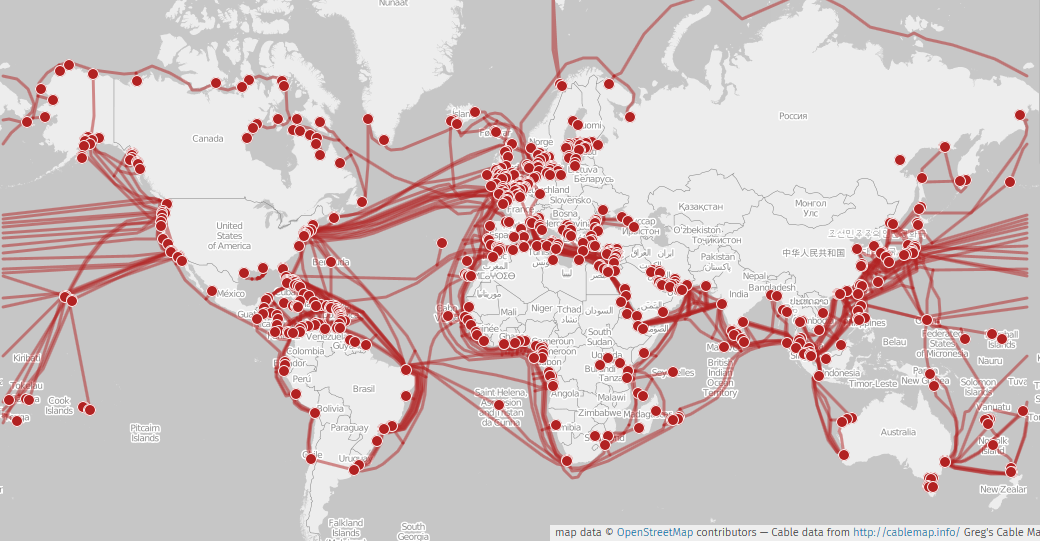
Маршрути найбільших підводних кабелів, які слугують фізичною інфраструктурою Інтернету.

Хребет інтернету складається з багатьох мереж, що належать різним підприємствам. Оптоволоконні стовбурові лінії складаються з в'язок багатьох волокон кабелів, щоб збільшити місткість чи пропускну спроможність. Оптоволокно залишається головним провідником для постачальників хребта Інтернету з кількох причин. Оптоволокно дозволяє швидко передавати дані і створити широку смугу пропускання, воно має порівняно низький показник загасання, що дає змогу покривати великі відстані з лише кількома повторювачами, також воно стійке до перехресних завад та інших видів електромагнітного втручання, які псують електричну передачу.[джерело?] Протоколи маршрутування в дійсному часі, надлишково вбудовані в хребет, також здатні переспрямувати трафік у разі поламки.

## Історія
На початках Інтернету, хребтові постачальники обмінювались їхнім трафіком на спонсорованих урядом точках доступу. Це відбувалось допоки уряд не передав ці точки комерційним постачальникам.